# Carlisle (Pensilvania)

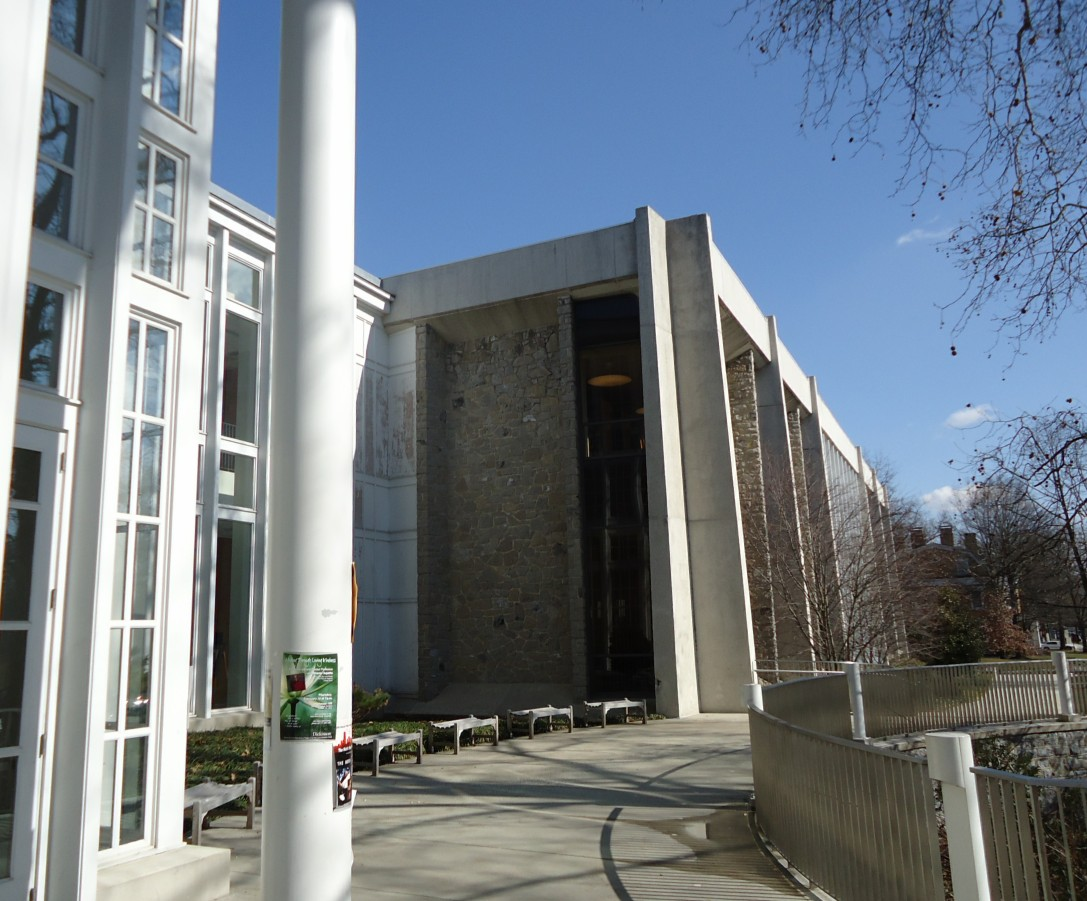
Biblioteca Weidner-Spahr

Carlisle es un borough (municipio) ubicado en el condado de Cumberland, Pensilvania, Estados Unidos. Tiene una población estimada, a mediados de 2021, de 20 144 habitantes.
Es la sede del condado.

## Geografía
La localidad está ubicada en las coordenadas 40°11′59.98″N 77°12′14.94″O / 40.1999944, -77.2041500 (40.199994, -77.204149).

## Demografía
Según la Oficina del Censo, en 2000 los ingresos medios de los hogares de la localidad eran de $33,969 y los ingresos medios de las familias eran de $46,588. Los hombres tenían ingresos medios por $34,519 frente a los $25,646 que percibían las mujeres. Los ingresos per cápita para la localidad eran de $21,394. Alrededor del 14% de la población estaba por debajo del umbral de pobreza.
De acuerdo con la estimación 2016-2020 de la Oficina del Censo, los ingresos medios de los hogares de la localidad son de $49,557 y los ingresos medios de las familias son de $70,169.  Los ingresos per cápita en los últimos doce meses, medidos en dólares de 2020, son de $31,240. Alrededor del 16.1% de la población está por debajo del umbral de pobreza.

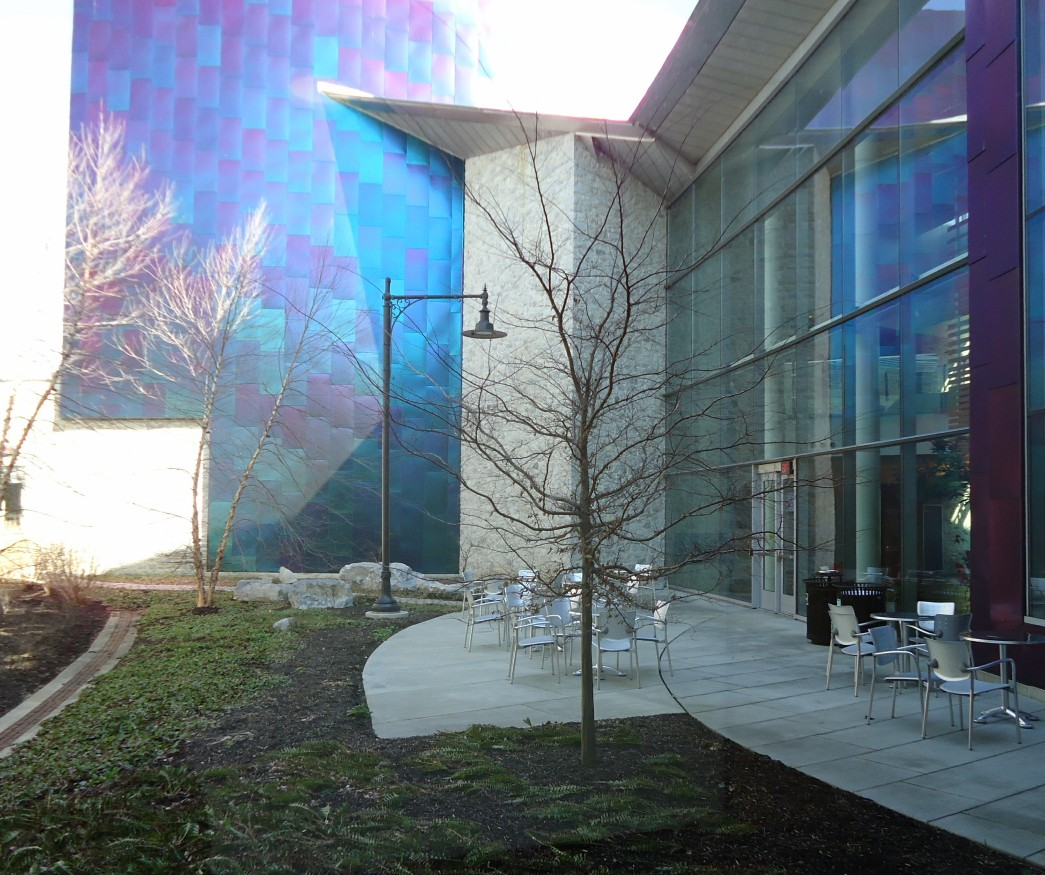
Centro de Ciencias del Dickinson College